# Adiponitril
Adiponitril (ADN, Adipinsäuredinitril, Hexandisäuredinitril) gehört zu den aliphatischen Nitrilen und ist ein Zwischenprodukt der Polyamidherstellung.

## Herstellung
Adiponitril wird hauptsächlich durch Hydrocyanierung von 1,3-Butadien hergestellt. Dabei wird Blausäure an die Doppelbindungen des Butadiens addiert. Verwendete Katalysatoren basieren auf Nickel oder Cobalt.
Zwei weitere Verfahren beruhen auf der Dimerisierung von Acrylnitril.
- Die elektrochemische Reduktion führt über eine Hydrodimerisierung direkt zu Adiponitril. Die Zelle für die Elektrosynthese enthält anodisch verdünnte Schwefelsäure und über ein Diaphragma abgetrennt kathodisch eine wässrige Lösung von Acrylnitril und Salze der 4-Toluolsulfonsäure als Lösungsvermittler für das wenig in Wasser lösliche Acrylnitril.[4]

{\displaystyle \mathrm {2\ CH_{2}{=}CH{-}CN+2\ H^{+}+2\ e^{-}\longrightarrow NC{-}(CH_{2})_{4}{-}CN} }

- Die katalytische Dimerisierung ergibt ungesättigtes Hexendinitril, das zu Adiponitril hydriert wird.[5]

Im Labor kann es durch nucleophile Substitution von 1,4-Dichlorbutan mit NaCN in DMSO hergestellt werden.
Kürzlich wurde über ein biotechnologisches Verfahren zur Herstellung von Adiponitril berichtet, bei dem auf die Verwendung giftiger Blausäure (oder von Cyaniden) verzichtet wird. Der Schlüsselschritt ist die zweifache Wasserabspaltung aus dem Hexandialdoxim, bei der Adiponitril gebildet wird. Dieser Schritt wird durch eine Aldoximdehydratase katalysiert.

## Verwendung
Adiponitril wird in großem Umfang zu Hexamethylendiamin hydriert. Dieses ist ein Ausgangsstoff für die Herstellung von PA6.6. Die zweite Komponente, Adipinsäure, wird ausgehend von Cyclohexan hergestellt.